# Las Bela (stato)
Lo Stato di Las Bela (detto anche semplicemente Bela) fu uno stato principesco del subcontinente indiano, avente per capitale la città di Bela.

## Geografia

### Territorio
Lo stato occupava un'area di 18.254 km² all'estremità sudest della regione del Belucistan, lungo le coste del Mar Arabico a sud. Confinava con gli stati principeschi di Kalat e Makran a nord e ad ovest.

### Clima
Las Bela ha un clima desertico, caldo e secco tropicale. Si trova solo alcuni gradi più a nord del Tropico del Cancro. Le brezze marine rendono il clima meno duro nella parte interna verso il Belucistan, che comunque toccano i 50 °C in estate.

## Storia
Lo Stato di Las Bela venne fondato nel 1742 da Jam Ali Khan I. I suoi discendenti ressero il trono di Las Bela sino al 1955 quando lo stato divenne parte del Pakistan occidentale. Al momento dell'ingresso a far parte del Pakistan, l'ultimo principe regnante Ghulam Qadir Khan, dichiarò:
Per un periodo di tre anni tra il 3 ottobre 1952 ed il 14 ottobre 1955, Las Bela fu parte dell'Unione degli Stati del Belucistan ma mantenne una sostanziale autonomia interna. Nel 1955, Las Bela venne incorporato nella nuova provincia del Pakistan occidentale e divenne parte della Divisione di Kalat. Nel 1962, l'area di Las Bela venne distaccata da Kalat ed unita a formare la divisione di Karachi-Bela. Quando il sistema provinciale venne mutato nel 1970, Las Bela divenne parte della nuova provincia del Belucistan a cui ancora oggi appartiene.

## Governanti
I governanti di Las Bela ottennero il titolo di Jam Sahib. Il titolo di jam era l'equivalente locale di "re" o "sultano".
| Tenure                        | Jams di Las Bela                         |
| ----------------------------- | ---------------------------------------- |
| 1742–1765                     | Jam Ali Khan I (soprannominato Kathuria) |
| 1765–1776                     | Jam Ghulam Shah                          |
| 1776–1818                     | Mir Khan I                               |
| 1818–1830                     | Ali Khan II                              |
| 1830–1869                     | Mir Khan II (CIE, KCIE) (1ª volta)       |
| 1869–1886                     | Sir Ali Khan III (KCIE) (1ª volta)       |
| 1886 - 21 gennaio 1888        | Sir Mir Khan II (KCIE) (2ª volta)        |
| 21 gennaio 1888 - maggio 1896 | Sir Ali Khan III (2ª volta)              |
| maggio 1896 - marzo 1921      | Kamal Khan (CIE)                         |
| marzo 1921 - 1937             | Ghulam Mohammad Khan (GCIE)              |
| 1937 - 14 ottobre 1955        | Ghulam Qadir Khan (CIE)                  |
| 14 ottobre 1955               | Dissoluzione dello stato di Las Bela     |